# StG45
StG 45(M)（ドイツ語：Sturmgewehr 45）、またはMP45(M)とは、第二次世界大戦末期のナチス・ドイツにおいてモーゼル社が試作したアサルトライフルである。当時としては先進的なローラー遅延式ブローバック機構を備えていた。

## 概要

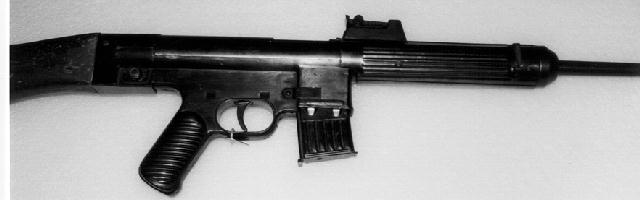
Gerät 06H試作突撃銃

StG45(M)の起源については第二次世界大戦末期にオーベルンドルフ・アム・ネッカーのモーゼル社軽火器設計班(第37局, Abteilung 37)にて設計されたMKb Gerät 06なる突撃銃まで遡ることができる。Gerät06も7.92x33mm弾を使用し、MG42で用いられたローラーロック式ショートリコイル機構を利用していたが、銃身は固定式で従来型のガス作動式ピストンロッドを備えていた。その後、注意深く機構を調整すれば、ガスシステムを省略できることがわかった。この結果、Gerät 06H（Hはhalbverriegelt つまり「ハーフロック」の略） が設計され、この銃の制式名としてStG45(M)が与えられたのである。
しかし、すぐに設計上の欠陥が明らかになった。すなわち、発射薬の燃焼ガスのガス圧によって薬莢が薬室の壁に押しつけられ、薬莢切れによる排莢不良が生じるのである。
最終的に、薬室内に発射ガスの一部を導く溝を刻むことによってこの問題を回避することに成功した。発射ガスの一部が薬莢前半の周囲に導かれることで、その部分では薬莢の内外で圧力が均衡するため、薬莢の膨張が緩和される。全周囲が膨張して薬室の内面と密着するのは、薬莢の後半部分だけであり、発射ガスが後方へ吹き抜けることを防止する。この機構のため、StG45(M)から排出される薬莢の前半側面には特徴的な溝や焦げ跡が残るが、これは後のヘッケラー&コッホ製突撃銃と同様の特徴であった。
当初からStG44を代替することを意図して設計されていた。そのため、StG45(M)はStG44よりも安価でなおかつ生産性に優れており、1丁あたりのコストが概ね70ライヒスマルク掛かるStG44に対して、StG45(M)のコストは理論上45ライヒスマルク程度であったとされる。しかし、終戦までに完成したのは、わずか30丁分の部品のみであった。このため、現代においてStG45(M)として保存されている銃器は終戦後に前述のパーツを組み立てたものであり、ストックなどの一部パーツは戦後に製造されたものであるとされる。
StG45(M)はStG44と同一の30発箱型弾倉を使用することを意図していたが、一般には国民突撃銃と同様の10発箱型弾倉を装填した写真で知られている。これはモーゼル社の技師らが性能試験を行う際、小型で邪魔にならない10発弾倉を多用したためであるとされる。

## 第二次世界大戦後

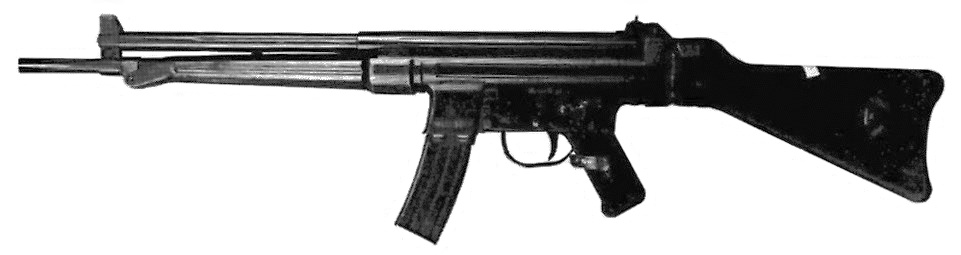
CEAMモデロ1950(CEAM Modèle 1950)。StG45(M)の影響を受けたフランス製突撃銃。.30カービン弾を使用する。

戦後、かつてStG45(M)の開発に携わっていた技術者の一部はフランスのミュルーズ兵器研究所(CEAM)に移って突撃銃の研究を続けた。1946年から1949年にかけて、CEAMに勤務していたルートヴィヒ・フォルグリムラー博士とテオドール・レフラー博士はStG45(M)のメカニズムにアレンジを加えて新型小銃の設計を行った。この新型小銃は使用弾が異なる3種類が設計された。すなわち.30カービン弾、7.92x33mm弾、7.65x35mm弾の3種類である。アルミ弾頭を使用する7.5x38mmなる新型銃弾の開発も並行して行われていたが、この計画は1947年に放棄された。レフラーが設計した突撃銃はCarabine Mitrailleuse Modèle 1950なる制式名を与えられ、CEAM、シャテルロー造兵廠(MAC)、サン＝テティエンヌ造兵廠(MAS)などが設計した12種類の突撃銃とのトライアルに臨むこととなる。フォルグリムラーは後にスペインのCETMEに渡り、セトメ・ライフルの設計に関与した。
最終的に西ドイツはセトメ・ライフルのライセンスを購入し、ヘッケラー&コッホ社によって改良されたものにG3の制式名を与えた上で採用した。その後、同社はG3小銃を原型として、機関銃や狙撃銃、短機関銃など様々な銃器の開発を行った。
第二次世界大戦後、その他の国でもSIG SG510のようにローラー遅延式システムを採用した小銃の設計を行った例が知られている。